# Anomala hebescens
Anomala hebescens är en skalbaggsart som beskrevs av Ohaus 1915. Anomala hebescens ingår i släktet Anomala och familjen Rutelidae. Utöver nominatformen finns också underarten A. h. conflata.